# Scuola preparatoria alle arti ornamentali
La Scuola preparatoria alle arti ornamentali ha la sua sede storica in via S. Giacomo, a Roma. 

## Le scuole d'arte e dei mestieri del Comune di Roma
Le scuole d'arte e dei mestieri sono la rinnovata denominazione delle più vecchie scuole serali di aggiornamento e perfezionamento del Comune di Roma. Sono state istituzioni educative e formative tra le più antiche e riconosciute della città. 
La scuola più antica tra le quattro scuole d'arte e dei mestieri (Arti Ornamentali, Sc. Ettore Rolli, Sc. della Scienza e Tecnica, Sc. Nicola Zabaglia) è la Ettore Rolli, fondata nel 1875 con sede in via Farini 33. Il nome della scuola deriva dal botanico Ettore Rolli che fece, a tale scopo, una donazione di 500 lire annue.

## Storia della scuola arti ornamentali
Nel 1885 viene inaugurata ufficialmente la scuola Arti Ornamentali, in via San Sebastianello, n. 16 secondo piano.
La sua prima denominazione fu "Scuola preparatoria al museo artistico industriale", riportando nel nome il primitivo scopo di fornire le basi per accedere al Museo Artistico Industriale. Il primo allievo iscritto, il 2 gennaio del 1885, fu Ernesto Bottaro di Francesco, per seguire il corso di disegno pittorico. Nel 1887 la sede viene trasferita a via di San Giacomo (ex via degli Incurabili), nei locali di un antico palazzo del XVII secolo.
Nel corso della sua storia la scuola ha saputo preparare validi artisti delle arti decorative, della lavorazione del marmo, dell'intaglio in legno, oltre che nella ceramica e negli stucchi. 
In questa scuola sono transitati numerosissimi allievi ed insegnanti, tra cui alcuni famosi artisti. La scuola ha ottenuto nella sua lunga storia numerosi riconoscimenti istituzionali ed artistici. Negli anni cinquanta la Scuola di Arti Ornamentali ha scelto un orientamento maggiormente artistico ed orientato ad orari di lezione pomeridiani.
Attualmente la scuola ha assunto la denominazione di scuola "Arti Ornamentali" del Comune di Roma, sempre con sede in Via S. Giacomo. 

## Artisti ed insegnanti
- Antonino Calcagnadoro (insegnante dal 1918)
- Letterio Scalia (1908-1996) (insegnante dal 1951)
- Alberto Ziveri (allievo)
- Mario Mafai (allievo)
- Tito Ridolfi (1886-1956) (allievo)
- Rinaldo Caressa (1929-2009) (allievo)
- Franco Marzilli (1934-2010) (allievo)
- Lorenzo Cozza (scultore)[3] (1877-1965)
- Pericle Fazzini (allievo)
- Domenico Mazzullo (1897-1981) (allievo)
- Federico Morgante (1898-1975) (allievo)